# Girolamo Ruscelli
Girolamo Ruscelli, né à Viterbe vers 1500 (ou 1518), mort à Venise en 1566, est un écrivain polygraphe italien, ayant participé à la vie littéraire de Venise et ayant publié sous un pseudonyme un livre de secrets qui connut un succès éclatant dans toute l'Europe.
L'ouvrage intitulé De' secreti del reverendo donno Alessio Piemontese  est une compilation de recettes de fabrications de remèdes et produits cosmétiques, révélatrices de la culture humaniste de la Renaissance, soucieuse de disposer de produits mettant en valeur la beauté du corps, la parure et préservant la santé. L'ouvrage écrit en italien, témoigne en outre de la volonté d'offrir au plus grand nombre, les savoir-faire les plus divers, afin que chacun puisse en bénéficier après qu'ils ont été librement expérimentés et évalués.

## Biographie
Jérome Ruscelli est né dans une famille pauvre de Toscane à Viterbe, aux alentours des années 1500, ou bien plus tard suivant une source paroissiale qui donne l'année 1518.
Il fut placé à la cour du Marino Grimani patriarche à Aquilée où il reçut une éducation classique. Après une formation à l'université de Padoue, Ruscelli suit le cardinal Grimani à Rome où il fonde en 1541 une académie littéraire Accademia dei Sdegnati. Il se fixe ensuite à Naples où il entre au service d'Alfonso de Ávalos, le puissant marquis de Vasto, militaire du royaume de Naples au service de l'Espagne. Ruscelli se fait remarquer comme un courtisan distingué, jouant le rôle d'ambassadeur ou de poète de cour, invité au salon de Maria d’Aragona, la marquise de Vasto.
Ruscelli se décide à quitter Naples après la mort du marquis en 1546, et l'émeute de 1547 qui suivit l'annonce de l'arrivée de l'Inquisition. Il choisit d'aller à Venise pour se joindre à la communauté littéraire de la cité. Il se lie à des imprimeurs-éditeurs de la cité, comme polygraphe, c'est-à-dire écrivain qui au début de l'imprimerie, gagnait sa vie en faisant des corrections, des traductions, des plagiats ou bien en écrivant des œuvres originales. Les éditeurs vénitiens offraient aux hommes de lettres le moyen de vivre de leur plume sans être dépendants des cours princières. Cette liberté était très appréciée des auteurs d'origine modeste mais elle prit fin quand l'Inquisition commença à imposer la censure.
Ruscelli publia d'abord plusieurs opuscules chez l'imprimeur libraire de Venise, Plinio Pietrasanta. Ainsi en 1553, Tre discorsi a M. Lodovico Dolce sont des discours critiques dirigés contre un autre polygraphe Ludovico Dolce travaillant chez Giolito. Il fallut tous les efforts de leurs amis pour mettre un terme à leur querelle.
Il publie aussi des anthologies de poésies avec des dédicaces aux femmes poétesses. Il traduit en italien la Géographie de Ptolémée, ainsi que des traités de guerre, d'orthographe ou sur la dignité des femmes. Il entretient une correspondance avec plusieurs de ses contemporains comme le poète Bernardo Tasso.
En 1554, l'Inquisition infligea à son éditeur une amende ruineuse, pour un de ses poèmes satiriques. La plupart de ses œuvres ultérieures furent publiées par Vincenzo Valgrisi.
Mais Ruscelli n'était pas qu'un amateur de littérature, c'était suivant un autre polygraphe contemporain, Francesco Sansovino, un esprit curieux s'intéressant à l'alchimie, la médecine ou la minéralogie. En 1555, il publie sous un pseudonyme le Secreti del R. D. Alessio Piemontese une compilation de recettes « secrètes » de fabrication de remèdes, de lotions, de pigments, d'imitation de pierres précieuses. L'ouvrage allait devenir le livre de secrets le plus célèbre de l'époque moderne, un modèle pour un genre littéraire nouveau. Dans toute l'Europe, ce fut un succès de librairie considérable puisqu'à la fin du siècle, déjà plus de 70 éditions avaient été publiées en italien et en traduction française, allemande, néerlandaise, anglaise, espagnol, polonaise et latine.
En 1559, il publie un dictionnaire de rimes Del modo di comporre in versi nella lingua italiana, longtemps réimprimé en Italie.
Girolamo Ruscelli décède en 1565 ou 1566, à Venise. Il fut enseveli dans l'église Saint Luc, à côté de Dolce et d'Atanagi, ses émules.

## Œuvres
Ruscelli fut un auteur prolifique mais son œuvre qui eut le plus de succès, Secreti del R. D. Alessio Piemontese , fut publiée sous le pseudonyme d'Alexis de Piémont.

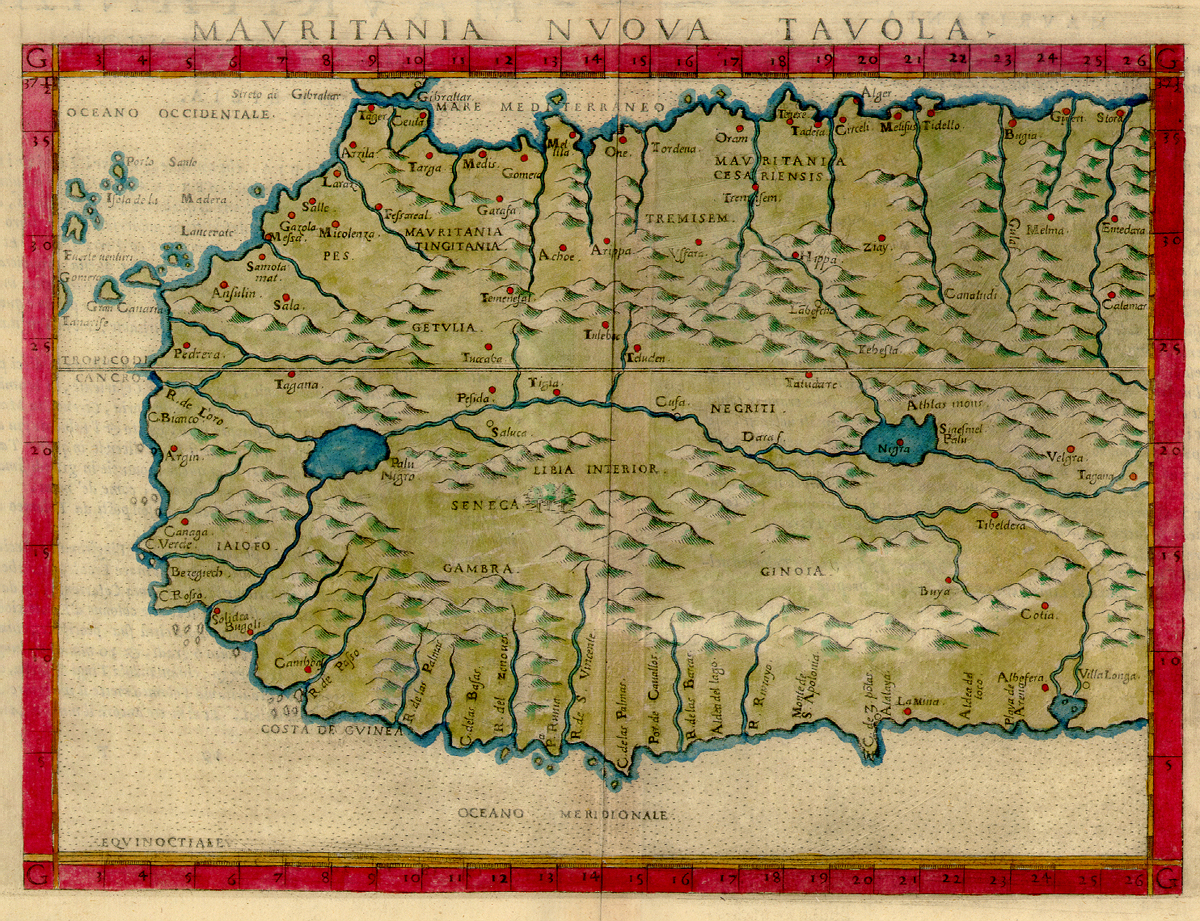
1561 carte d'Afrique occidentale, dans la traduction de Géographie de Ptolémée de Girolamo Ruscelli

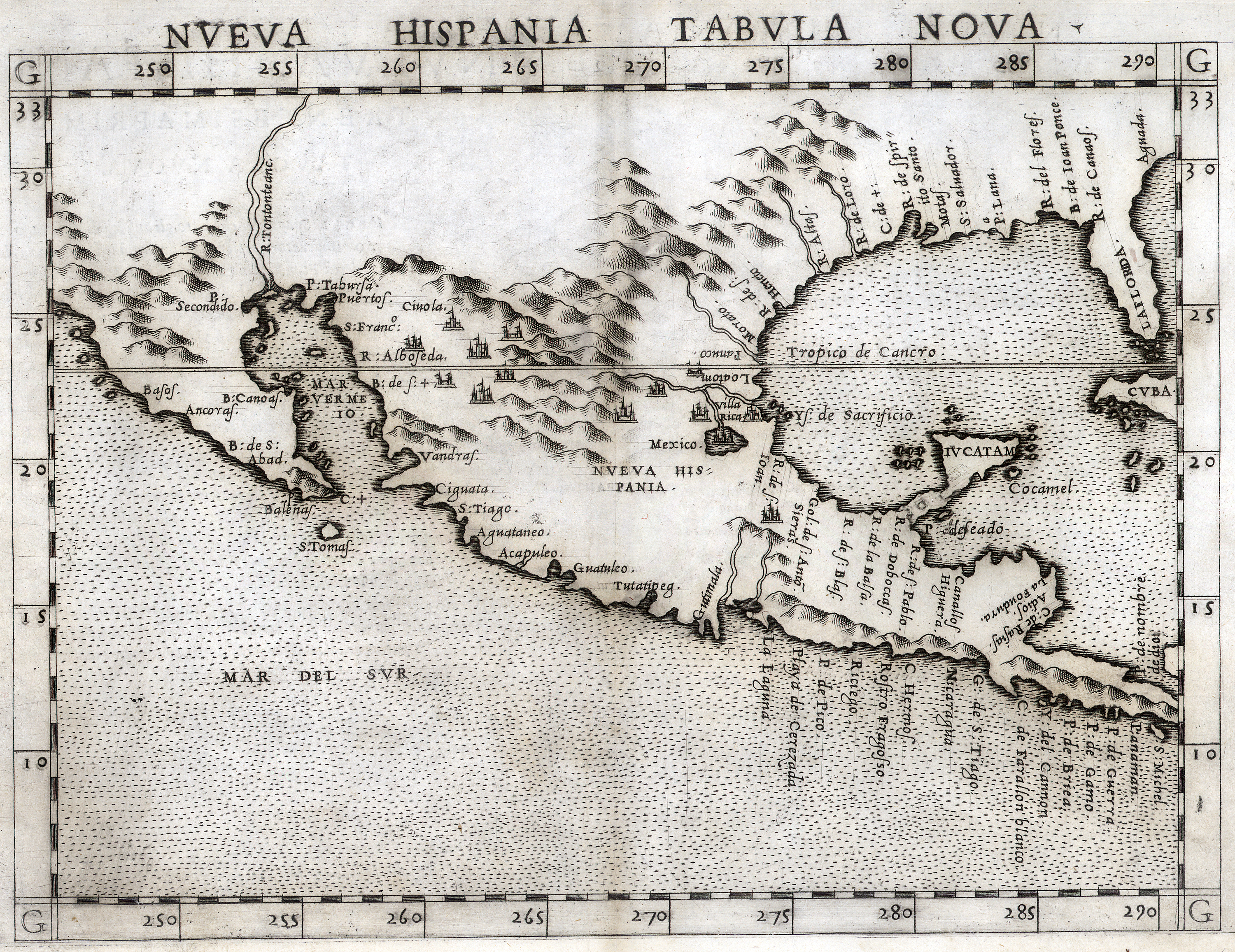
1561 carte de Nouvelle-Espagne, dans la traduction de Géographie de Ptolémée de Girolamo Ruscelli

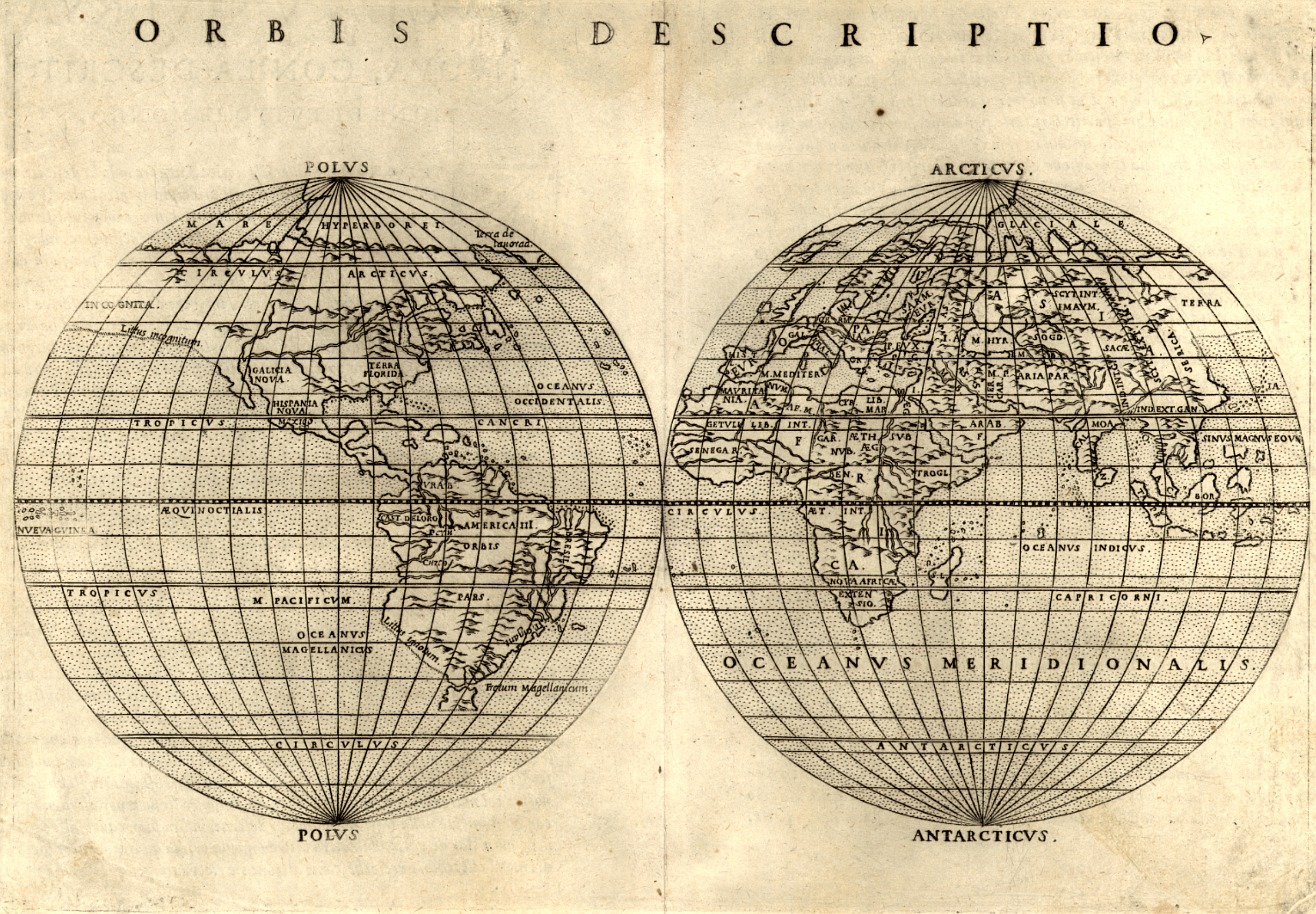
Orbis Descriptio, 1561

Il traduisit en italien la Géographie de l'astronome grec Claude Ptolémée (90-168) et des ouvrages sur la guerre, l'orthographe ou la dignité des femmes.
Ruscelli qui était un grand collectionneur de « secrets » amassa un nombre considérable de recettes non publiées d'alchimie, de cosmétique, de minéralogie et de médecine.
Il laissa à sa mort un manuscrit qui rassemblait un millier de recettes de toutes sortes. En 1567, son neveu le publia sous le nom de Secreti nuovi. C'est dans le préambule de ce texte que Girolamo Ruscelli indiqu'il est le véritable auteur de De Secreti del R.D. Alessio Piemontese. Il précise que les recettes ont été collectées et testées par une académie qu'il avait fondée dans « une ville célèbre » du royaume de Naples.

### Accademia Segreta
Cette société savante nommée Accademia Segreta comportait 24 membres actifs et avait la protection d'un noble local. Elle se réunissait dans une maison sur une terre donnée par le prince mécène. Elle comportait un laboratoire (lavoratorio) pour mener les expériences. La société employait des artisans, comme des apothicaires, orfèvres, parfumeurs, herboristes et jardiniers, pour assister les sociétaires dans leurs expériences.
Les objectifs de l'académie étaient, dit-il, « de mener avec application des enquêtes et de faire, pour ainsi dire, une vraie anatomie des choses et opérations de la Nature elle-même » et de nous fournir un cadre où nous  pouvions « nous consacrer...à réduire à la certitude ou à une connaissance vraie de si nombreux secrets importants et utiles, pour toute sorte de gens, riches ou pauvres, savants ou ignorants, hommes ou femmes, jeunes ou vieux ». (Secreti nuovi fol. 3v). Ruscelli précise que les académiciens avaient défini une méthode pour conduire les expériences en trois essais.
Le lecteur moderne à la lecture des recettes, s’aperçoit que ce programme de recherche ambitieux n'a pu être réalisé de la même manière pour évaluer les remèdes que pour juger de la faisabilité des procédés techniques pour fabriquer des parfums, des lotions cosmétiques ou des confitures.
Cependant cette « méthode expérimentale », aussi fruste soit-elle, marque un vrai changement d'état d'esprit, une volonté de mettre à la disposition de tous l'information pour que chacun puisse essayer aussi par lui-même et ainsi de s'affranchir du savoir académique écrit en latin. Plutôt que de s'appuyer sur des arguments d'autorité, Ruscelli défend l'idée de discuter des problèmes dans une société savante, d'effectuer des essais et de publier les résultats en langue vernaculaire. Cette démarche s'est d'abord faite à la marge des cercles universitaires, principalement sur des domaines de technologie artisanale.
Cette nouvelle attitude révèle une étape significative dans le développement du concept d'expérience, allant des réflexions du philosophe et alchimiste Roger Bacon jusqu'au coup de maître des expériences de Galilée qui allaient permettre la formation de la science mécanique. Pour le Doctor mirabilis du XIIIe siècle, Bacon, la science expérimentale (scientia experimentalis) permet d'aller au-delà de la science spéculative et en particulier de découvrir des secrets de la nature, restés hors d'atteinte des sciences de son époque. Aux alentours de 1600, Galilée réussit par l'analyse systématique de quelques expériences simples à écarter les idées les plus stériles venant d'Aristote et à établir les principes fondamentaux de la mécanique classique. Certes la méthode de géométrisation du mouvement de Galilée n'est pas extensible à toutes les sciences mais à travers l’œuvre de Galilée « c'est bien la conception qu'on avait depuis vingt siècles de la rationalité scientifique qui change brusquement de visage et prend pour l'essentiel les traits que nous lui connaissons dans la science classique » (Clavelin, 1996).
Actuellement, on ne peut mettre sur le même plan, l'évaluation thérapeutique des remèdes qui relève de la science médicales, et l'évaluation des procédés technologiques utilisés dans la fabrication de parfums ou de savons.
Si Ruscelli est très éloigné temporellement de Bacon (3 siècles), ses tâtonnements expérimentaux restent encore très proches des scientia experimentalis de Bacon, par contre s'il est temporellement très proche des expériences de Galilée (4 décennies), un gouffre sépare ses expériences de la méthode galiléenne, car il faudra attendre les progrès théoriques apportés par la chimie, la biologie, la statistique et les autres sciences de la nature pour approcher la possibilité de tester méthodiquement des hypothèses théoriques par des expériences dans le domaine de la pharmacologie.
Par contre avec ses recettes technologiques, même si elles viennent directement du Moyen Âge, Ruscelli marque un changement dans la manière de les recevoir. Jusque-là les manuscrits (en latin) de recettes secrètes du Moyen Âge (comme Mappae Clavicula) étaient recopiés dans les monastères par des moines-copistes qui ne comprenaient pas grand chose aux procédures qu'ils reproduisaient et qui n'hésitaient pas à en modifier au besoin certains points. En lisant Secreti d'Alessio Piemontese, on comprend que l'auteur a manifestement procédé lui-même à des essais.

### Secreti del R. D. Alessio Piemontese, 1555
Pour une analyse précise de De' secreti del reverendo donno Alessio Piemontese (Les Secrets d'Alexis de Piémont) voir :
Le livre des Secrets publié sous le pseudonyme d'Alessio Piemontese est une collection de recettes de fabrication de remèdes, de parfums, de savons, de lotions cosmétiques, de confitures et de produits d'orfèvrerie. Ces notices s'enchaînent sans être liées par un discours d'ensemble. Elles sont le prototype d’un genre littéraire à part entière, nommé les « livres de secrets », qui allaient connaître un franc succès dans les décennies suivantes. De 1555 à 1699, Eamon a repéré pas moins de 104 éditions et traductions française, anglaise, allemande, néerlandaise, anglaise, espagnole, polonaise et latine.

## Liste des œuvres
- Girolamo Ruscelli, Tre discorsi à M. Lodovico Dolce. L'uno intorno al Décaméron del Boccaccio, L'altro all'Osservationi della lingua volgare, Et il terzo alla tradottione dell'Ovidio. Venise, Plinio Pietrasanta, 1553.
- Girolamo Ruscelli (a cura di), Rime di diuersi eccellenti autori bresciani...tra le quali sono le rime della Signora Veronica Gambara, & di M. Pietro Barignano, ridotte alla vera sincerità loro, Venise, Plinio Pietrasanta, 1554
- Girolamo Ruscelli, De' secreti del reuerendo donno Alessio Piemontese, prima parte diuisa in sei libri. Opera utilissima et universalmente necessaria e diletteuole a ciascheduno. Ora in questa seconda editione dall'autor medesimo tutta ricorretta et migliorata. Et aggiuntovi nel fine de ogni libro molti bellissimi secreti nuovi, Venise, 1557.
- Girolamo Ruscelli (a cura di), Tutte le Rime della Illustriss. et Eccellentiss. Signora Vittoria Colonna. Marchesana di Pescara. Con l'espositione del Signor Rinaldo Corso, nuovamente mandate in luce da Girolamo Ruscelli. Venise, Giovan Battista Et Melchior Sessa Fratelli, 1558.
- Ludovico Ariosto, Girolamo Ruscelli (a cura di), Orlando Furioso... Con le Annotationi, gli Auvertimenti, & le Dichiarationi di Girolamo Ruscelli, La Vita dell'Autore descritta dal Signore Giovan Battista Pigna. Gli Scontri de' luoghi mutati... Aggiuntavi in questa Seconda impressione la Dichiaratione di tutte le Istorie, et Favole toccate nel presente libro, fatta da M. Nicolò Eugenico. Annotationi, Et Auvertimenti Di Girolamo Ruscelli, Venise, Vincenzo Valgrisi, 1558.
- Girolamo Ruscelli, Del modo di comporre in versi nella lingua italiana, trattato di Girolamo Ruscelli, nuouamente mandato in luce. Nel quale va compreso vn pieno & ordinatissimo Rimario, con la dichiaratione, con le regole, et col giudicio per saper conueneuolmente usare ò schifar le uoci nell'esser loco, così nelle prose, come ne i uersi, (noto anche come Rimario), Venise, Giovanni Battista e Melchiorre Sessa fratelli, 1559.
- Girolamo Ruscelli, Geografia di Tolomeo, trad. dal greco, 1561
- Girolamo Ruscelli (Alessio PIEMONTESE), Secreti nuovi di maravigliosa virtù..., Venise, eredi di Marchiò Sessa, 1567
- Girolamo Ruscelli (a cura di), Lettere di principi, le quali o si scrivono da principi o a principi o ragionano di principi, Venetza, Giordano Ziletti e compagni, 1570-1577.
- Girolamo Ruscelli, Precetti della Militia moderna, tanto per mare, quanto per terra. Trattati da diversi nobilissimi ingegni, & raccolti ... né quali si contiene tutta l'arte del bombardiero, & si mostra l'ordine che ha da tenere il maestro di campo ....., In Venetia, Heredi di Marchiò Sessa, 1572[9].
- Girolamo Ruscelli, Le Imprese illustri, con espositioni, et discorsi... Con la Giunta di altre Imprese tutto riordinato et corretto da Franc.co Patritio. Venise, 1572 (Libri I-III), 1583 (Libro quarto).
- Girolamo Ruscelli, De' commentarii della lingua italiana. Del sig. Girolamo Ruscelli viterbese libri VII. Ne' quali con facilità, et copiosamente si tratta tutto quello, che alla vera et perfetta notitia di detta Lingua s'appartiene: hora posti in luce da Vincenzo Ruscelli. Con due Tauole, una de' capitoli, & l'altra delle cose più notabili. All'Illustrissimo, & Eccellentissimo Sig. Iacomo Boncompagno Duca di Sora, & Governator Generale di S. Chiesa, Venise, Damian Zenaro, 1581[10]
- Kunstbuch Des Wolerfarnen Herren Alexii Pedemontani/ von mancherleyen nutzlichen unnd bewerten Secreten oder Künsten / jetzt newlich auß Welscher und Lateinischer Sprach in Teutsch gebracht/ durch Doctor Hanß Jacob Wecker/ Stattartzet zu Colmar. Bâle : König, 1616. digitale
- Les secrets de reverend Alexis Piémontois : contenans excellens remedes contre plusieurs maladies, playes et autres accidens ; avec la manière de faire distillations, parfuns, confitures, teintures, couleurs et fusions ; œuvre bien approuvé, très utile et nécessaire a un chacun. - Anvers : Plantin, 1557. digitale
- De secreti del reverendo donno Alessio Piemontese. - Venise : de gli Antonii, 1562. digitale. Vol. 1, 2, 3